# 梅德韋迪夫卡 (切爾卡瑟區)
49°10′30″N 32°22′44″E / 49.17500°N 32.37889°E

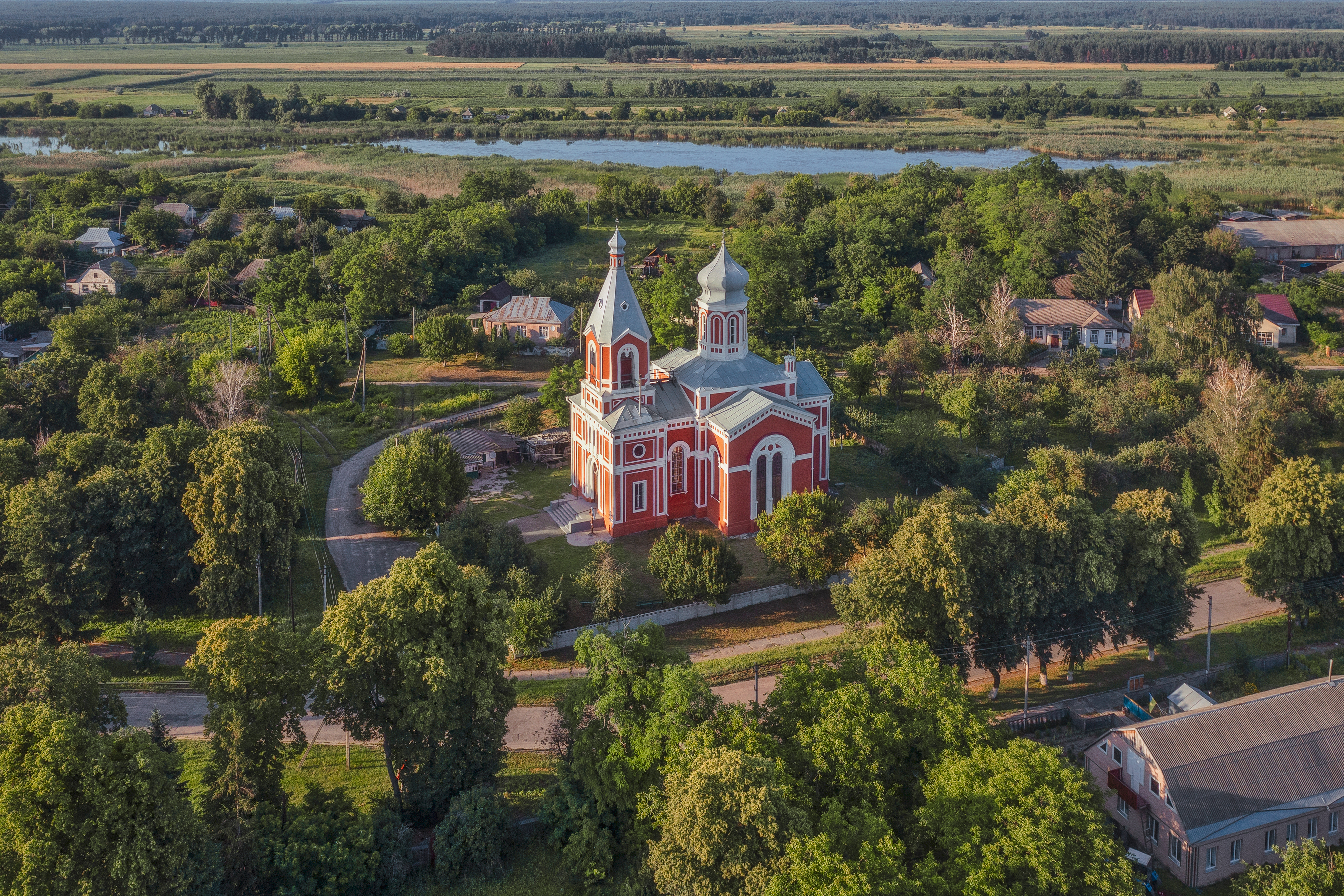
教堂

梅德韋迪夫卡（烏克蘭語：Медведівка）是位於烏克蘭中部的村莊，由切爾卡瑟州切爾卡瑟區的梅德韋迪夫卡市鎮負責管轄，並為該市鎮的行政中心。該村始建於十六世紀，面積5.07平方公里，海拔高度101米，2001年人口1,441。